# Cantón de Écully
El cantón de Écully (en francés canton d'Écully) era una división administrativa francesa que estaba situada en el departamento de Ródano, de la región Ródano-Alpes. Existió de 2001 a 2014.
El cantón se creó en 2001. En aplicación del artículo L3611-1 del Código general de las colectividades territoriales francesas, el cantón de Écully fue suprimido el 1 de enero de 2015, y sus 3 comunas pasaron a formar parte de la Metrópoli de Lyon.

## Composición
El cantón estaba formado por tres comunas:
- Champagne-au-Mont-d'Or
- Dardilly
- Écully